# Comuna Kirovske, Ciornomorske
Kirovske (în ucraineană Кіровське) este o comună în raionul Ciornomorske, Republica Autonomă Crimeea, Ucraina, formată din satele Dozorne, Kirovske (reședința) și Zadorne.

## Demografie
Componența lingvistică a comunei Kirovske
     Rusă (58,95%)
     Ucraineană (20,42%)
     Tătară crimeeană (16,21%)
     Alte limbi (0,79%)
Conform recensământului din 2001, majoritatea populației comunei Kirovske era vorbitoare de rusă (58,95%), existând în minoritate și vorbitori de ucraineană (20,42%) și tătară crimeeană (16,21%).